# Мбам і Кім (департамент)
Мбам і Кім — департамент Центрального регіону Камеруну. Департамент займає площу 25 906 км2 і станом на 2001 рік мав 64 540 населення. Адміністративний центр департаменту знаходиться в Нтуї.

## Підрозділи
Департамент адміністративно поділений на п'ять комун і в свою чергу на села.

### Комуни
- Мбангассіна
- Нгамбе-Тікар
- Нгоро
- Нтуй
- Йоко